# Cystopteris pellucida
Cystopteris pellucida là một loài thực vật có mạch trong họ Woodsiaceae. Loài này được (Franch.) Ching miêu tả khoa học đầu tiên năm 1934.